# Stade Sint-Janneke
Le stade Sint-Janneke (en néerlandais : Sint-Jannekestadion) est un stade de football situé dans la commune d'Herentals dans la Campine anversoise. 

## Histoire
Le site fut très longtemps l'antre du K. FC Herentals (matricule 97), lequel milite durant 20 saisons en Division 2 belge.
Lorsque le matricule 97  fusionne avec le K. FC Verbroedering Geel (matricule 395), en 1999, un groupe de passionnés souhaite maintenir un club de football au St-Janneke. C'est pour cela qu'est créé le VC Herentals (matricule). En 2013, ce club évolue en 1re provinciale anversoise.